# 中垣俊之
中垣 俊之（なかがき としゆき）は、日本の生物学者。北海道大学電子科学研究所所長・教授。

## 経歴
愛知県豊田市出身。愛知県立豊田西高等学校を経て、1987年北海道大学薬学部卒業、愛知県の製薬会社入社。愛知県立旭陵高等学校非常勤講師をしながら、大学院に通い、1997年名古屋大学人間情報学研究科博士課程修了、指導教官は上田哲男。1997年から名古屋市守山区下志段味に新設された理化学研究所バイオミメティックコントロール研究センター制御系理論研究チーム博士研究員、2000年から北海道大学電子科学研究所准教授、2010年から公立はこだて未来大学システム情報科学部教授、2013年から北海道大学電子科学研究所教授。2017年から北海道大学電子科学研究所所長。

## 研究

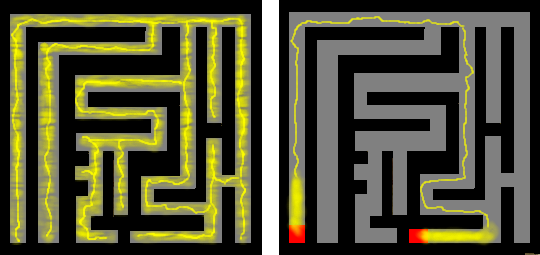
粘菌の性質を利用して、迷路の最短ルートを得る例

薬学部時代に実験で使用した粘菌に魅せられたことをきっかけに、いわゆる粘菌コンピュータの研究で知られる。粘菌に迷路問題を解決する能力があるとして2000年に発表された論文が珍研究として2008年にイグノーベル賞を認知科学部門として受賞した。
その後、複雑適応系の解決能力の一例として、粘菌が都市の鉄道網と同じ経路を再現したり、迂回路を準備するなど冗長化の能力があることを示した2010年の論文がさらに珍研究とみなされ、同年のイグノーベル賞交通計画賞を再び受賞した。（中垣の論文は粘菌の能力に関するもので、交通計画賞の名称はあくまで揶揄である。）

## 著書
- 中垣俊之『粘菌 その驚くべき知性』PHP研究所、2010年4月。ISBN 978-4-569-77786-3。
- 中垣俊之『粘菌 偉大なる単細胞が人類を救う』文藝春秋、2014年10月。ISBN 978-4-166-60984-0。
- 中垣俊之（文）斉藤 俊行（絵）『かしこい単細胞 粘菌』福音館書店、2015年9月。ISBN 978-4-834-08186-2。

## 動画
- 【イグノーベル賞2冠】粘菌迷路の研究者が来たぞ！【粘菌1】#93。ゆる生態学ラジオ - YouTube
- 粘菌と鉄道会社。より良い路線図を作れるのはどっち？【粘菌2】 #94。ゆる生態学ラジオ - YouTube
- 粘菌を研究して生まれた学問「ジオラマ行動力学」とは？【粘菌3】#95。ゆる生態学ラジオ - YouTube